# Национален отбор по футбол на Индонезия
Националният отбор на Индонезия по футбол представя страната на международни срещи. Контролира се от Индонезийската футболна асоциация. Член е на ФИФА, отборът има едно участие на Световно първенство по футбол през 1938 година и четири участия в континенталния турнир за Купата на Азия.

## България – Индонезия
| Дата       | Място    | Събитие    | Отбор     | Резултат | Отбор    | ФИФА |
| ---------- | -------- | ---------- | --------- | -------- | -------- | ---- |
| 04.02.1973 | Джакарта | Приятелски | Индонезия | 0:4      | България | ДА   |